# Bernhard von Cles

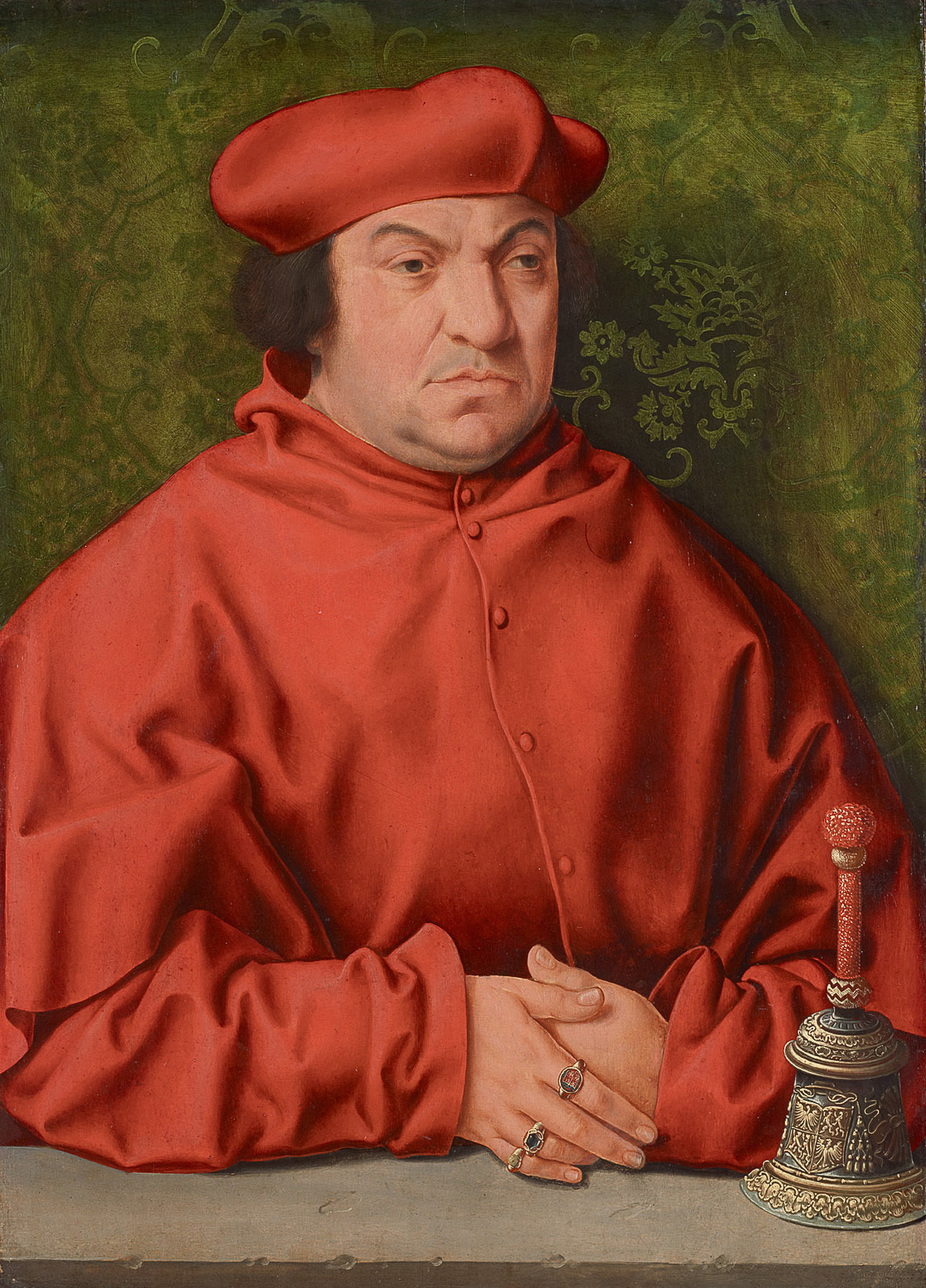
Kardinal Bernhardus Clesius, nach Bartholomäus Bruyn der Ältere

Bernhard von Cles (italienisch Bernardo Clesio oder Bernardo Cles) (* 11. März 1485 auf Castel Cles; † 30. Juli 1539 in Brixen) war ein Bischof und Kardinal der katholischen Kirche und von 1527 bis 1539 Präsident des Geheimen Rates unter Ferdinand I., der 1531 zum König des Heiligen Römischen Reiches gewählt wurde.

## Leben
Bernhard entstammte einem Trientiner Adelsgeschlecht. Sein Vater Aliprand von Cles war Marschall am Hofe von Siegmund von Tirol und seine Mutter Dorothea war eine Fuchs von Fuchsberg. Er studierte Rechtswissenschaft in Verona und Bologna. Dort lernte er Matthäus Lang von Wellenburg, der damals als Fürstbischof von Gurk die Aufgaben eines Reichsvikars in Italien wahrnahm, und den jugendlichen Kardinal Giovanni de’ Medici kennen.
Anschließend trat in den diplomatischen Dienst des Bistums Trient. Am 25. August 1514 wurde Cles Bischof von Trient, empfing am 8. September 1515 die Priesterweihe und am 11. September 1515 die Bischofsweihe. Er begann seine politische Laufbahn als Geheimer Rat Kaiser Maximilians I. Papst Clemens VII. erhob ihn am 9. März 1530 zum Kardinal und ernannte ihn am 16. Mai 1530 zum Kardinalpriester der Titelkirche S. Stefano al Monte Celio. Am 21. Mai 1539 wurde er Apostolischer Administrator des Fürstbistums Brixen. Beim Konklave 1534 zählte er sogar zu den engeren Anwärtern auf den Stuhl Petri, hatte aber durch seine eindeutige Zugehörigkeit zur kaiserlichen Partei wenig Chancen.
Am 22. Juli 1525 wurde er von Ferdinand zu seinem Bevollmächtigten für die Grafschaft Tirol bestellt. Während der Bauernunruhen unter Michael Gaismair, bei denen er vorübergehend auf die Burg in Riva flüchten musste, besonders aber nach ihrem Scheitern Ende August 1525 zeigte sich der Trientiner Bischof, der in den Auseinandersetzungen seines Bruders Jakob verloren hatte, von härterer Vorgehensweise als der Tiroler Landesfürst.
Unter seiner Herrschaft erfolgte der Ausbau der Bischofsstadt Trient. Die bau- und kunstfreudige Renaissancehofhaltung und das großstilige politische und diplomatische Wirken des Trientiner Fürstbischofs und Kardinals Bernhard von Cles, verschlang beträchtliche Summen.
Er war einer der erbittertsten Gegner Luthers. Ferdinand und dessen Kanzler Bernhard von Cles hatten bei dem Speyerer Reichstag im Frühjahr 1529 nach der Protestation zu Speyer den Druck auf die evangelischen Reichsstände erhöht.
Bernhard von Cles war ein kluger und gebildeter Renaissance-Fürst. Er schuf für sich ein bleibendes Monument mit der 1528–1536 erbauten prachtvollen Residenz Magno Palazzo im Castello del Buonconsiglio in Trient. Seine Grablege befindet sich im Dom von Trient.

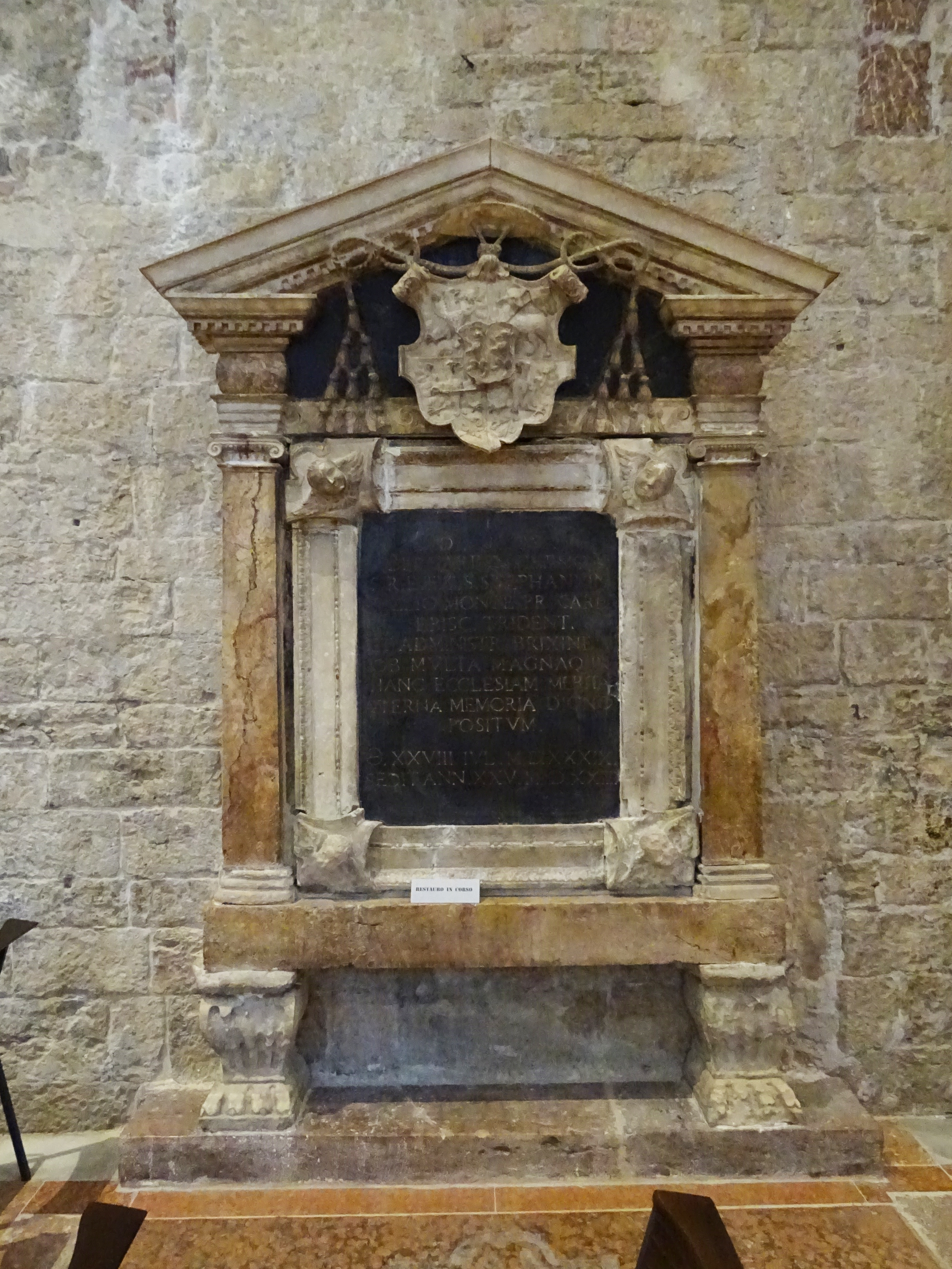
Epitaph im Trienter Dom